# 1908 a sportban
1908 legfontosabb sporteseményei a következők voltak:

## Események

### Határozott dátumú események
- április 27. – október 29. IV. nyári olimpiai játékok megrendezése London-ban, 22 ország sportolóinak részvételével.
- május 27. – Az RSC Anderlecht alapítása.
- augusztus 17. – szeptember 30. – sakkvilágbajnoki mérkőzés Emanuel Lasker és Siegbert Tarrasch között, amelyen Lasker megvédi világbajnoki címét.

### Határozatlan dátumú események
- A Troppauban rendezett műkorcsolya világbajnokságon Kronberger Lily megszerzi a magyar sport első világbajnoki címét.
- Az MTK nyeri az NB 1-et. Ez a klub második bajnoki címe.
- Nyolcadik alkalommal rendezik a magyar gyorskorcsolya bajnokságot, melynek férfi nagytávú összetett versenyét Manno Miltiades nyeri.[1]

## Születések
| Születés      | Név                              | Nemzetiség, sportág, eredmények | Halálozás |
| ------------- | -------------------------------- | --- | --------- |
| ?             | Francisco Aguirre                | paraguayi válogatott labdarúgó | ?         |
| január 7.     | Barcza Miklós                    | magyar válogatott jégkorongozó, olimpikon                                                                                                | 1948      |
| január 9.     | Henri Paternóster                | olimpiai bronzérmes belga tőrvívó | 2007      |
| január 15.    | Hugh Alessandroni                | olimpiai bronzérmes amerikai tőrvívó | 1989      |
| február 2.    | Kael Anna                        | magyar olimpikon tornász, atléta, kosárlabda sportoló, egyetemi tanár                                                                    | 1985      |
| február 17.   | Theodore Nouwens                 | belga válogatott labdarúgó | 1974      |
| február 23.   | Sipos Anna                       | világbajnok magyar asztaliteniszező | 1988      |
| március 2.    | Ștefan Barbu                     | román válogatott labdarúgó | 1970      |
| március 19.   | Numa Andoire                     | francia válogatott labdarúgó | 1994      |
| március 23.   | Franklin Farrell                 | olimpiai ezüstérmes amerikai jégkorongozó, üzletember                                                                                    | 2003      |
| március 26.   | Kazimierz Sokołowski             | Európa-bajnoki ezüstérmes lengyel jégkorongozó, olimpikon                                                                                | 1998      |
| április 7.    | Eisenbeisser Alfréd              | magyar nemzetiségű román válogatott labdarúgó, fedezet, műkorcsolyázó                                                                    | 1991      |
| április 10.   | André Van De Werve De Vorsselaer | olimpiai és világbajnoki bronzérmes belga tőrvívó                                                                                        | 1984      |
| április 11.   | Robert O’Brien                   | amerikai autóversenyző | 1987      |
| április 21.   | Louis Hostin                     | olimpiai bajnok francia súlyemelő | 1998      |
| május 22.     | Gustav Jaenecke                  | Európa-bajnok és bronzérmes, világbajnoki ezüst- és bronzérmes, olimpiai bronzérmes német válogatott jégkorongozó, teniszező             | 1985      |
| május 23.     | Corneliu Robe                    | román válogatott labdarúgó | 1969      |
| június 4.     | Erich Srbek                      | világbajnoki ezüstérmes csehszlovák válogatott labdarúgó, edző                                                                           | 1973      |
| június 14.    | Gioacchino Guaragna              | olimpiai és világbajnok olasz tőrvívó | 1971      |
| június 25.    | Joe Becker                       | World Series bajnok amerikai baseballjátékos, edző                                                                                       | 1998      |
| június 27.    | Max Blösch                       | olimpiai bronzérmes svájci kézilabdázó                                                                                                   | 1997      |
| július 14.    | Glancz Sándor                    | világbajnok magyar asztaliteniszező | 1974      |
| július 20.    | Ballya Hugó                      | Európa-bajnok magyar evezős, edző | 1995      |
| július 21.    | Bródy György                     | olimpiai bajnok magyar vízilabdázó | 1967      |
| július 28.    | Emil Bergman                     | olimpiai és világbajnoki ezüstérmes, Európa-bajnok svéd jégkorongozó                                                                     | 1975      |
| augusztus 5.  | John Bent                        | Olimpiai ezüstérmes amerikai jégkorongozó                                                                                                | 2004      |
| augusztus 10. | Gheorghe Ciolac                  | román válogatott labdarúgó | 1965      |
| augusztus 15. | Sárkány Miklós                   | olimpiai bajnok magyar vízilabdázó | 1998      |
| augusztus 27. | Don Bradman                      | ausztrál krikettjátékos | 2001      |
| szeptember 5. | Alois Cetkovský                  | világbajnoki bronzérmes, Európa-bajnok és Európa-bajnoki ezüst- és bronzérmes, csehszlovák válogatott cseh jégkorongozó, edző, olimpikon | 1987      |
| szeptember 5. | Iglói Mihály                     | magyar atléta, edző | 1998      |
| szeptember 3. | Fodor Miklós                     | magyar válogatott kézilabdázó, olimpikon                                                                                                 | 1997      |
| szeptember 6. | Fritz Spengler                   | olimpiai bajnok német kézilabdázó, edző                                                                                                  | 2003      |
| október 15.   | Osborne Anderson                 | Olimpiai és világbajnoki ezüstérmes amerikai jégkorongozó                                                                                | 1989      |
| október 18.   | Thore Andersson-Dettner          | Svéd válogatott jégkorongozó | 1984      |
| október 23.   | František Douda                  | olimpiai bronzérmes csehszlovák atléta, súlylökő                                                                                         | 1990      |
| október 27.   | Willy Osterrieth                 | világbajnok belga párbajtőrvívó | 1931      |
| október 28.   | Louis Gobet                      | svájci válogatott labdarúgó | ?         |
| október 31.   | Bürger Rudolf                    | magyar nemzetiségű román válogatott labdarúgó, hátvéd, edző                                                                              | 1980      |
| november 10.  | Aknai János                      | magyar bajnok magyar válogatott labdarúgó, kapus                                                                                         | 1992      |
| november 16.  | Bácsalmási Péter                 | magyar olimpikon, atléta, kosárlabdázó                                                                                                   | 1981      |
| november 21.  | Salo Flohr                       | csehszlovák-szovjet nemzetközi sakknagymester                                                                                            | 1983      |
| november 25.  | Gustavo Marzi                    | olimpiai és világbajnok olasz tőr- és kardvívó                                                                                           | 1966      |
| december 5.   | Louis Versyp                     | belga válogatott labdarúgó, edző | 1988      |
| december 6.   | Szabó Miklós                     | Európa-bajnok magyar atléta, hosszútávfutó                                                                                               | 2000      |
| december 8.   | Ion Lăpușneanu                   | román válogatott labdarúgókapus, edző | 1994      |
| december 16.  | Štefan Čambal                    | világbajnoki ezüstérmes csehszlovák válogatott labdarúgó fedezet, edző                                                                   | 1990      |
| december 16.  | Sonja Graf                       | Német-amerikai sakkozónő, női nemzetközi mester                                                                                          | 1965      |
| december 28.  | Roman Sabiński                   | Európa-bajnoki ezüstérmes lengyel jégkorongozó, olimpikon                                                                                | 1978      |

## Halálozások
| Halálozás      | Név            | Nemzetiség, sportág, eredmények | Születés |
| -------------- | -------------- | ------------------------------- | -------- |
| február 20.    | Walter Terry   | amerikai baseballjátékos        | 1850     |
| április 6.     | Jim Brown      | amerikai baseballjátékos        | 1860     |
| május 14.      | John O’Connell | amerikai baseballjátékos        | 1872     |
| augusztus 19.  | Doc Bushong    | amerikai baseballjátékos        | 1856     |
| szeptember 14. | Ike Van Zandt  | amerikai baseballjátékos        | 1876     |
| november 5.    | Pat Hannivan   | amerikai baseballjátékos        | 1866     |

## Lásd még
- 1908-ban alapított labdarúgóklubok listája